# Antoine

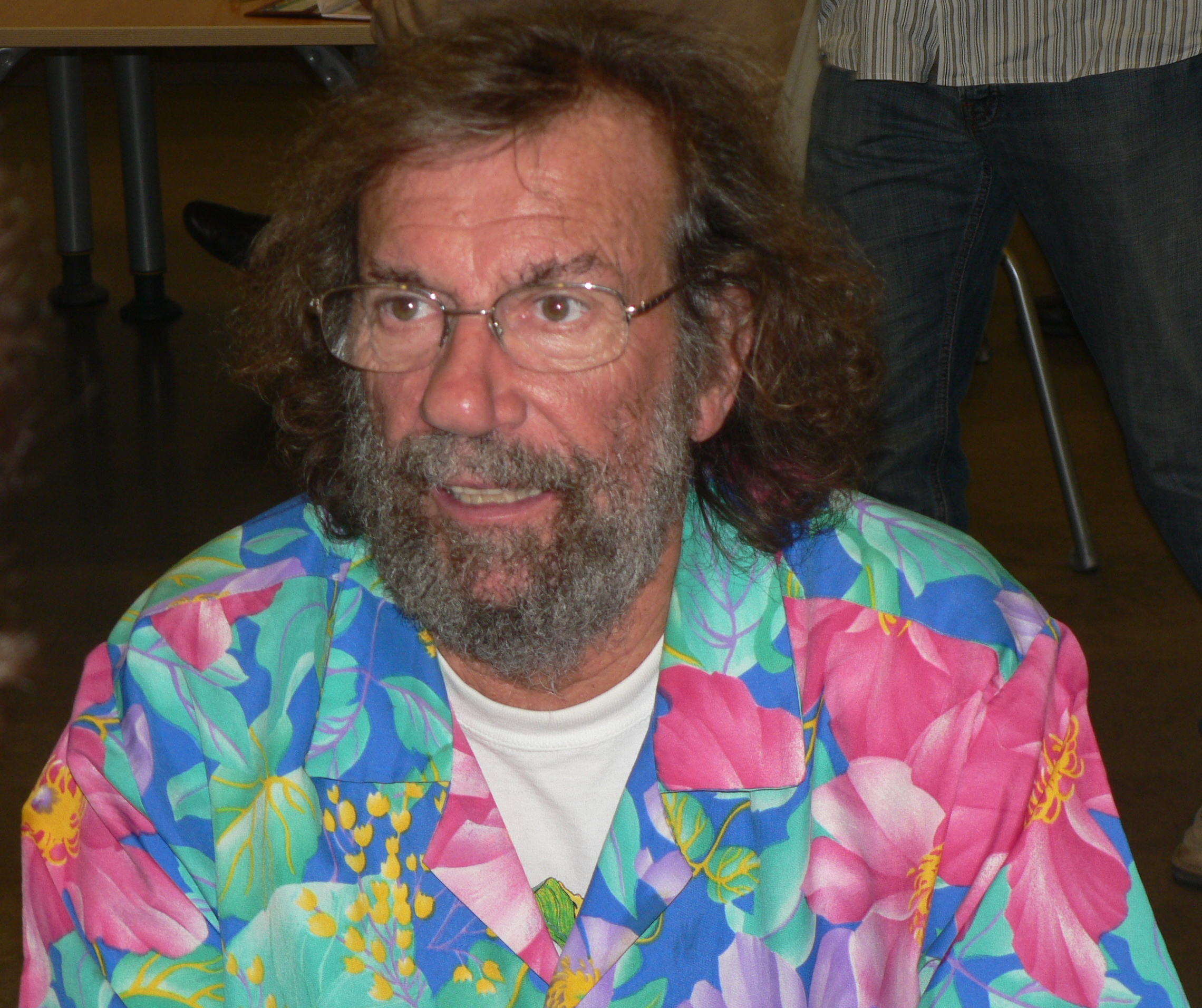
Antoine

Antoine, född som Antoine Muraccioli den 4 juni 1944 i Tamatave på Madagaskar är en fransk sångare. Vid sexton års ålder kom han till Frankrike.  Antoine sjöng folkrock på franska. Hans mest kända låt är Les Élucubrations d'Antoine vilken kan sägas vara hans version på Bob Dylans Subterranean Homesick Blues. Les Élucubrations låg på Tio i topp i Sverige tre veckor hösten 1966. Han har på senare år varit programledare i fransk TV.